# Džordž Armitaž Miler
Džordž Armitaž Miler (3. februar 1920 – 22. jul 2012) bio je američki psiholog, koji je bio jedan od osnivača kognitivne psihologije, i šireg polja kognitivne nauke. Takođe je doprineo formiranju polja psiholingvistike. Miler je napisao nekoliko knjiga i usmeravao razvoj VordNeta, onlajn baze podataka za povezivanje reči koje mogu koristiti računarski programi. Napisao je članak „Čarobni broj sedam, plus ili minus dva”, u kome je primetio da mnogi različiti eksperimentalni nalazi razmatrani zajedno otkrivaju prisustvo prosečne granice od sedam za ljudsku sposobnost kratkotrajne memorije. Ovaj rad često citiraju psiholozi i u široj kulturnoj sferi. Miler je osvojio brojne nagrade, uključujući i Nacionalnu medalju za nauku.
Miler je započeo svoju karijeru kada je vladajuća teorija u psihologiji bila biheviorizam, koji je izbegavao proučavanje mentalnih procesa i usredsređivao se na primetno ponašanje. Odbacujući ovaj pristup, Miler je razvio eksperimentalne tehnike i matematičke metode za analizu mentalnih procesa, posebno se fokusirajući na govor i jezik. Radeći uglavnom na Harvard univerzitetu, MIT-u i Univerzitetu Princeton, on je postao jedan od osnivača psiholingvistike, i bio je jedna od ključnih ličnosti u osnivanju šireg novog polja kognitivne nauke, oko 1978. godine. On je sarađivao i bio koautor brojnih radova sa drugim vodećim figurama u polju kognitivne nauke i psiholingvistike, poput Noama Čomskog. Zbog prelaska psihologije u područje mentalnih procesa i njenog usklađivanja sa teorijom informacija, računarskom teorijom i lingvistikom, Miler se smatra jednim od velikih psihologa dvadesetog veka. Pregled opšte psihologije, objavljen 2002. godine, rangira Milera kao dvadesetog najuticajnijeg psiholog tog doba.

## Biografija
Miler je rođen 3. februara 1920, u Čarlstonu u Zapadnoj Virdžiniji, kao sin Dožrdža E. Milera, upravnika željezare i Florens (Armitaž) Miler. Ubrzo nakon njegovog rođenja njegovi roditelji su se razveli, i on je živeo sa majkom tokom Velike depresije, pohađajući javnu školu i maturirajući u srednjoj školi u Čarlstonu 1937. godine. On se preselio sa majkom i očuhom u Vašington i godinu dana je pohađao Univerzitet Džordža Vašingtona. Njegova porodica je praktikovala hrišćansku nauku, koja upućuje da se isceljenje ostvaruje posvećivanjem molitvama, a ne medicinskoj nauci. Nakon što je očuh premešten u Bermingham u Alabami, Miler je prešao na Univerzitet u Alabami.
Na Univerzitetu u Alabami je pohađao kurseve fonetike, nauke o glasu i patologije govora, i na kraju je diplomirao iz oblasti istorije i govora 1940. godine. On je magistrirao u oblasti govora 1941. godine. Članstvo u Dramskom klubu podstaklo je njegovo interesovanje za kurseve u Odeljenju za govor. Na njega je uticao i profesor Donald Ramsdel, koji ga je upoznao i sa psihologijom, i indirektno putem seminara, sa njegovom budućom suprugom Katarinom Džejms. Oni su se venčali 29. novembra 1939. godine. Katarina je umrla u januaru 1996. godine. On se oženio se Margaret Ferguson Skuč Pejg 2008. godine.

## Izabrani radovi
- George A. Miller; Eugene Galanter; Karl H. Pribram (1960). Plans and the Structure of Behavior. Henry Holt & Co.
- — (1963). Language and Communication. McGraw Hill. ASIN B000SRSOIK.
- — (1965). Mathematics and Psychology (Perspectives in Psychology). John Wiley & Sons. ISBN 9780471604082.
- Frank Smith; George A. Miller, ур. (1966). The genesis of language; a psycholinguistic approach; proceedings of a conference on language development in children. The MIT Press.
- Frank Smith; George A Miller (1968). The Genesis of Language: A Psycholinguistic Approach. The MIT Press. ISBN 978-0262690225.
- George A. Miller, ур. (1973). Communication, Language and Meaning (Perspectives in Psychology). Basic Books. ISBN 9780465128334.
- — (1974). Linguistic Communication: Perspectives for Research. International Reading Association. ISBN 978-0872079298.
- — (1975). The Psychology of Communication. Harper Androw-1975. ISBN 978-0465097074.
- George A. Miller; Philip N Johnson-Laird (1976). Language and Perception. Harvard University Press. ISBN 978-0674509474.
- Morris Halle; Joan Bresnan; George A. Miller, ур. (1978). Linguistic theory and psychological reality. The MIT Press. ISBN 978-0262080958.
- George A. Miller; Elizabeth Lenneberg, ур. (1978). Psychology and biology of language and thought : essays in honor of Eric Lenneberg. Academic Press. ISBN 978-0124977501.
- Oscar Grusky; George A. Miller, ур. (1981). Sociology of Organizations (2nd изд.). Free Press. ISBN 9780029129302.
- Ned Joel Block; Jerrold J. Katz; George A. Miller, ур. (1981). Readings in Philosophy of Psychology, Volume II. Harvard University Press. ISBN 9780674748781.
- George A. Miller; Eugene Galanter; Karl H. Pribram (1986). Plans and the Structure of Behavior (repr.). Adams Bannister Cox Pubs. ISBN 978-0937431009.
- — (1987). Spontaneous Apprentices: Children and Language (Tree of Life). Seabury Press. ISBN 978-0816493302.
- — (1987). Language and Speech. W H Freeman & Co (sd). ISBN 978-0716712978.
- — (1991). Psychology: The Science of Mental Life. Penguin Books Ltd. ISBN 9780140134896.
- — (1991). The Science of Words. W H Freeman & Co. ISBN 978-0716750277.

### Poglavlja u knjigama
- Miller, George A.; Galanter, Eugene (1960), „Some comments on Stochastic models and psychological theories”,  Ур.: Arrow, Kenneth J.; Karlin, Samuel; Suppes, Patrick, Mathematical models in the social sciences, 1959: Proceedings of the first Stanford symposium, Stanford mathematical studies in the social sciences, IV, Stanford, California: Stanford University Press, стр. 277—297, ISBN 9780804700214.

## Spoljašnje veze
- George A. Miller на веб-сајту , са 26 каталошких евиденција